# Mathilde Koller
Mathilde Koller (* 1950 in Saarbrücken) ist eine parteilose Juristin und ehemalige politische Beamtin. Von 1992 bis 1996 war sie Präsidentin des sächsischen Verfassungsschutzes, von 2000 bis 2002 Staatssekretärin für Inneres in Berlin und von 2009 bis Juni 2012 Leiterin des Verfassungsschutzes Nordrhein-Westfalen.

## Leben und Karriere
Nach ihrem zweiten juristischen Staatsexamen wurde sie beim Bundesamt für Verfassungsschutz in Köln tätig. Vom Dezember 1992 bis April 1996 war sie Präsidentin des Landesamtes für Verfassungsschutz Sachsen. Sie war die erste Frau an der Spitze einer Verfassungsschutzbehörde in Deutschland. Ihr erklärtes Ziel war, „eine feine Analysebehörde“ zur „differenzierten Politikberatung“ aufzubauen, wobei sie besonderen Wert auf die Trennung von Nachrichtendienst und Polizei legte. Sie wurde von Parlamentariern als sehr offen charakterisiert, der Parlamentarischen Kontrollkommission gab sie bereitwillig Auskunft. Koller sprach sich gegen eine geheimdienstliche Beobachtung der Partei des Demokratischen Sozialismus (PDS) aus. Zum 15. April 1996 wechselte Koller in die sächsische Staatskanzlei. 
Von Januar 2000 bis Januar 2002 war sie unter Eckart Werthebach (CDU) Staatssekretärin in der Senatsverwaltung für Inneres des Landes Berlin. In dieser Position beschäftigte sie sich vor allem mit der Umstrukturierung des Berliner Verfassungsschutzes, der während ihrer Amtszeit von einem eigenständigen Landesamt in eine Abteilung der Innensenatsverwaltung überführt wurde. Nach ihrem Ausscheiden als Staatssekretärin war sie als Rechtsanwältin tätig.
Von 2009 bis Ende Juni 2012 war Koller als Ministerialdirigentin die Leiterin der Verfassungsschutzbehörde in Nordrhein-Westfalen (NRW). Sie ließ unter anderem die salafistische Szene in NRW und die des Rechtsextremismus verdächtigte Partei Pro NRW beobachten, beschäftigte sich aber auch mit der Abwehr von Wirtschaftsspionage. Im Februar 2012 gab sie der Bundesanwaltschaft einen Hinweis auf den möglichen Täter des 2001 verübten, rassistisch motivierten Sprengstoffanschlags auf ein Kölner Geschäft. Sie identifizierte anhand eines vom Bundeskriminalamt (BKA) übermittelten Phantombilds einen V-Mann des NRW-Verfassungsschutzes und Mitglied der rechtsextremen Kameradschaft Walter Spangenberg. Koller sah aber ebenso wie die Bundesanwaltschaft und das BKA keine „Anhaltspunkte für eine Tatbeteiligung“ des Mannes. Dagegen wollen Opfer ihn als Ableger der Bombe erkannt haben. Koller bat im Juni 2012 um ihre Versetzung in den Ruhestand, wofür sie persönliche Gründe angab. 
Im August 2015 wurde sie als Zeugin vor dem NSU-Untersuchungsausschuss im Landtag von NRW vernommen. Dabei antwortete sie auf weiterführende Fragen, dass sie sich nicht erinnern könne.